# پذیرایی ساده
پذیرایی ساده فیلمی به کارگردانی و تهیه‌کنندگی مانی حقیقی، نویسندگی مانی حقیقی و امیررضا کوهستانی محصول سال ۱۳۹۰ است.

## خلاصه داستان
این فیلم داستان زن و مردی است که در فضایی سرد و کوهستانی میان مردم پول توزیع می‌کنند...

## بازیگران
- مانی حقیقی در نقش کاوه
- ترانه علیدوستی در نقش لیلا
- صابر ابر در نقش مرد جوان
- سعید چنگیزیان در نقش سرباز اول
- اسماعیل خلج در نقش پیرمرد دکه دار
- نادر فلاح در نقش کارگر ساختمان
- وحید آقاپور در نقش مرتضی کرندی
- قربان نجفی در نقش مرد در قبرستان
- نقی سیف‌جمالی در نقش قاچاقچی
- مهدی توکلی زانیانی در نقش سرباز دوم

## تحلیل
- هالیوود ریپورتر فیلم را شجاعانه در دو جامعه پوچ و آرمانی توصیف کرده‌است.
- ورایتی در مورد این فیلم نوشت: شما شاهد یک درام جذاب در مورد یک مرد و یک زن در منطقه کوهستانی فقیر هستید، که مبالغ زیادی پول را که در کیسه‌های پلاستیکی قرار دارد پخش می‌کنند. فیلم خوب ساخته شده و دارای نکات برجسته است.
- تلگراف در مورد این فیلم نوشت: از لحاظ فیلمنامه، حقیقی توانسته به کمک امیررضا کوهستانی موقعیت‌های خنده‌دار، هیجانی، خشن و حتی ناراحت‌کننده و تحقیرآمیز را با یک پس‌زمینهٔ ساده به‌وجود بیاورد، درست مثل یک صحنهٔ تئاتر.

## جوایز
| بخش                      | نامزد          | نتیجه    |
| ------------------------ | -------------- | -------- |
| بهترین کارگردانی         | مانی حقیقی     | نامزدشده |
| بهترین بازیگر نقش اول زن | ترانه علیدوستی | نامزدشده |

| بخش          | نامزد      | نتیجه |
| ------------ | ---------- | ----- |
| بهترین آنونس | مانی حقیقی | برنده |

### جوایز دیگر
- برنده جایزه هیئت داوران جشنواره فیلم‌های آسیایی وزول ۲۰۱۳
- نامزد جایزه جرخ طلایی جشنواره فیلم‌های آسیایی وزول ۲۰۱۳
- برنده جایزه نتپک جشنواره بین‌المللی فیلم برلین ۲۰۱۲[۳]
- نامزد جایزه هوگو طلایی جشنواره بین‌المللی فیلم شیکاگو ۲۰۱۲
- برنده جایزه بهترین فیلم شرکت تریگون فیلم ۲۰۱۲
- برنده جایزه صلح جشنواره سینما و دین ترنتو ۲۰۱۲
- نامزد جایزه بزرگ جشنواره بین‌المللی فیلم ساخالین ۲۰۱۲